# 上平主税
上平 主税(かみだいら ちから、文政7年9月14日(1824年11月4日) - 明治24年（1891年）3月20日)は、幕末の勤皇志士、十津川郷士。諱は長矩。

## 生涯
紀伊国で医術を、京都で国学を学ぶ。梅田雲浜に師事し、勤皇活動に奔走。
文久3年(1863年)3月、十津川郷の代表として、古代より勤皇の志が篤い十津川郷士が京都御所の警衛をすることを願って久邇宮朝彦親王（中川宮）に建白書を提出。これを許されると、中井庄五郎などの郷士を率いて御所の警衛に当たった。在京中は、薩摩藩邸に出入りして西郷隆盛、坂本龍馬など諸国の志士と交流を持った。
文久3年8月17日（1863年9月29日）、大和国において天誅組の変が起こり、多くの十津川郷士がこれに参加するが、八月十八日の政変により天誅組に追討令が出される。主税は中川宮の命を受けて急ぎ京都から十津川郷に戻り、十津川郷村の代表者を集めて、京都の情勢を説明した。十津川郷士は天誅組からの離脱を決し、天誅組と行動を共にしていた郷士は帰還、更に郷内での戦闘を回避するため天誅組に十津川からの退去を求めた。
明治2年(1869年)、十津川郷士らにより横井小楠が暗殺されると、これに関わった罪で伊豆新島へ流罪となる。新島では、医術の知識を生かして島民の治療を行ったり、寺子屋を開いて教育に当たるなどして尊敬を集めた。明治12年(1879年)、許されて10年ぶりに十津川に戻り、医者として活動。後に郷内玉置神社の神官となった。明治24年3月、67歳で死去。墓所は十津川村野尻。

## 史跡
- 奈良県十津川村玉置山の頂上近くには「上平主税碑」がある[1]。
- 東京都新島村本村には主税が建立した歌碑がある[2]。